# 网络信标
网络信标（web beacon）,（web bugs），是指暗藏在任何网页元素或邮件内約1像素大小的透明GIF或PNG图片，常用来收集目标电脑用户的上网习惯等数据，并将这些数据写入Cookie，网络信标常見於垃圾邮件中。

## 概述
网络信标（web beacon）,（web bug），是一个放置在网页或电子邮件上的文件对象，用于监测用户的行为。
它不像Cookie那样可以被浏览器用户接受或拒绝，网络信标只以图形交换格式（GIF）或其他文件对象的形式出现。
它通常只能被检测，如果用户查看网页的源版本会发现一个从不同的Web服务器而不是从网页的其他部分负载的标签。
虽然互联网隐私倡导者反对使用网络臭虫，但是他们大部分承认网络臭虫有积极用途，例如跟踪侵犯版权的网站。
根据Richard M.Smith，网络臭虫（web bug）可以收集以下资料：
1. 获取网络臭虫的计算机的IP地址
2. 网络臭虫所在网页的网址
3. 网络臭虫图象的网址
4. 网络臭虫被访问的时间
5. 获取网络臭虫图象的浏览器的类型
6. 一个提前设定的cookie值

网络信标（web beacon）经常被垃圾邮件发送者用来验证电子邮件地址。当收件人打开一封有网络信标的电子邮件时，返回给发件人的信息就会显示邮件已被打开，这样就可以确认电子邮件地址是有效的。 

## 信标API
信标API（Beacon API）是一种较新的Web技术，它不需要使用不可见图像或类似手段就能达到相同的目的。截至2017年4月，它还是一个万维网联盟的候选建议。其旨在使Web开发人员能在用户离开页面时将信息（如分析或诊断数据）发回Web服务器，以跟踪用户的活动。使用Web信标API能够不干扰或影响网站导航的完成此种跟踪，并且对最终用户不可见。信标API已于2014年被相继引入到Mozilla Firefox和Google Chrome网页浏览器。

## 外部連結
- The Web Bug FAQ from EFF
- they read it?[永久] from the Linux Weekly News
- Trojan Marketing （页面存档备份，存于）
- Slashdot on Web Bugs[永久]—Slashdot.org Forum on Blocking Web Bugs